# Mohamed Abrini

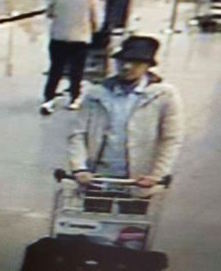
Autores sospechosos de los atentados del 22 de marzo de 2016 en Bruselas filmados en el aeropuerto por circuito cerrado de televisión. A izquierda Najim Laachraoui; en el centro Ibrahim El Bakraoui; a derecha un hombre que la policía belga supone sea Fayçal Cheffou.

Mohamed Abrini: (nacido el 27 de diciembre de 1984) es un militante belgamarroquí del Estado Islámico que se cree que ha estado involucrado en la planificación y ejecución de los Atentados de París de noviembre de 2015 y de los Atentados de Bruselas de 2016.

## Antecedentes Personales y Persecución
Abrini es un ciudadano belga de origen marroquí y era amigo de la infancia de Salah Abdeslam y su hermano Brahim. Tenía 31 años en el momento de su detención. Abrini creció en Bruselas, donde trabajó en una panadería, ganándose el apodo de "brioche", antes de involucrarse en delitos menores y luego con los islamistas radicales que viven en Molenbeek-Saint-Jean. Su hermano murió en Siria luchando por el Estado islámico. También se cree que Abrini habría luchado con las fuerzas militares del Estado islámico en Siria. 
Durante la persecución de Salah Abdeslam, se recuperaron imágenes de vídeo, mostrando a Abrini con Abdeslam en una gasolinera en Francia el 11 de noviembre de 2015. En las imágenes, los dos habían dejado un Renault Clio negro en la estación. Abrini se cree que llevó en automóvil a Salah Abdeslam hasta París para realizar los Atentados en la capital francesa
La persecución de Abrini se puso en marcha después de que su asociación criminal con Salah Abdeslam fuera descubierta. Las autoridades belgas emitieron una orden de detención, y lo describen como armado y peligroso.

## Detención
Abrini fue detenido el 8 de abril de 2016 en el distrito Bruselense de Anderlecht junto a otras dos personas. Sus huellas digitales y restos de ADN se encontraron en uno de los coches que se utilizó en los Atentados de París y también en un apartamento en el que estuvieron los dos terroristas que perpetraron los ataques suicidas en el Aeropuerto de Bruselas.

### Confesión
El terrorista belgamarroquí Mohamed Abrini, confesó que es el "hombre del sombrero" que fue visto junto a los dos suicidas que atacaron en el Aeropuerto de Bruselas y formó parte de los Atentados de Bruselas informaron el 9 de abril de 2016 los fiscales belgas.
Las autoridades de investigación belgas señalaron que Abrini durante los interrogatorios y el resultado de varias pesquisas "reconoció su presencia durante los hechos. Explicó que lanzó su chaqueta en un basurero y luego vendió su sombrero", según explicó la fiscalía en un corto comunicado de prensa.

## Enlaces
1. Estado Islámico
2. Yihadismo
3. Salah Abdeslam
4. Ibrahim y Khalid El Bakraoui
5. Atentados de Bruselas de 2016
6. Atentados de París de noviembre de 2015
7. Yihadista John
8. Abdelhamid Abaaoud
9. Terrorismo
10. Célula terrorista de Bruselas